# Goodia uniformis
Goodia uniformis är en fjärilsart som beskrevs av Joannis 1913. Goodia uniformis ingår i släktet Goodia och familjen påfågelsspinnare. Inga underarter finns listade i Catalogue of Life.